# Port Kaliningrad
Port Kaliningrad (ros. Порт Калининград) – port morski nad Zalewem Wiślanym na rzece Pregole, położony na terenie Rosji, w obwodzie królewieckim, w Królewcu. Posiada nabrzeża przeładunkowe o łącznej długości 6,3 km.
Port znajduje się w eksklawie Federacji Rosyjskiej i w 1994 został odcięty od swojego naturalnego zaplecza na terenach Białorusi i Rosji. Został otwarty dla żeglugi międzynarodowej w 1991 roku.
W 2008 roku całkowite obroty ładunkowe portu w Królewcu sięgnęły 15,38 mln ton, a obroty kontenerów 213,21 tys. TEU. W 2022 całkowite obroty portu spadły o 90% do poziomu 1 mln ton.

## Położenie
Port Kaliningrad znajduje się w północno-wschodniej części Zalewu Wiślanego. Zlokalizowany jest w ujściowym odcinku rzeki Pregoły, w zachodniej części miasta Królewiec. Ma dostęp do Morza Bałtyckiego poprzez Kanał Królewiecki oraz Cieśninę Piławską.

## Warunki nawigacyjne
Port w Królewcu przyjmuje statki morskie o maksymalnym zanurzeniu 8 m. Może przyjąć statki o długości 170 m i szerokości 27 m. Tankowce wpływające do portu mogą mieć długość 140 m i szerokość 25 m.
Mimo że port ma bezpośredni dostęp do Zalewu Wiślanego, duże statki morskie wykorzystują połączenie z Morzem Bałtyckim poprzez głębokowodny Kanał Bałtijsk-Kaliningrad o długości 24 Mm. Jest on torem wodnym, łączącym port Kaliningrad z Bałtijskiem, a następnie z Bałtykiem.
Port w Królewcu nie zamarza w czasie surowych zim, dlatego jest dostępny dla żeglugi przez cały rok. Jednak kiedy przez długi czas utrzymują się niskie temperatury, w kanale łączącym port z Morzem Bałtyckim pojawia się lód. W przypadku pojawienia się lodu na drodze statków, zarządca portu zobowiązany jest do wynajęcia lodołamaczy dla oczyszczenia kanału. Jednostki lodołamaczy są proporcjonalne dla odpowiednich statków. Ostatnie użycie lodołamaczy miało miejsce w 1997 roku.

## Działalność
Port w Królewcu posiada kilka niezależnych od siebie jednostek organizacyjnych. Największe z nich to: port handlowy, port rybacki i port rzeczny. Pozostałe ważniejsze to: bałtycka kompania przeładunkowa ropy, portowa baza przeładunków ropy i elewator.
Królewiecki Morski Handlowy Port (ros. Калининградский морской торговый порт) obejmuje swoją działalność wokół wschodniej części portu – wschodni pirs (półwysep) i sąsiednie wschodnie nabrzeże. Zajmuje się przeładunkami powszechnych rodzajów towarów, przeładunkami kontenerów, ładunków tocznych (RORO) oraz ładunków masowych.
Królewiecki Morski Rybacki Port (ros. Калининградский морской рыбный порт) obejmuje środkowy pirs. Zajmuje się głównie przeładunkiem mrożonych ryb i mięsa, drobnicy, eksportuje nawozy ciekłe i masowe, olej, ładunki toczne i pojazdy (RORO). W związku z kryzysem rybołówstwa i poważnym zmniejszeniem się królewieckiej floty rybackiej port rybacki przystosowano do obsługi różnego rodzaju ładunków. Jest przygotowany do obsługi 650 statków i ponad 25 tys. wagonów kolejowych rocznie.
W królewieckim porcie działa stocznia Jantar, obejmująca południowo-zachodnie nabrzeża. Stocznia prowadzi produkcję i naprawy o szerokim zakresie: statków handlowych, okrętów wojennych, konstrukcji metalowych, statków ze stopów aluminiowych.
Zachodnia cześć portu obejmuje naftobaza (ros. Калининградская портовая нефтебаза).

## Infrastruktura

### Port handlowy
Port handlowy dysponuje 19 nabrzeżami o łącznej długości 3170 m. Posiada 13 magazynów przeładunkowych o łącznej powierzchni 51 026 tys. m². Trzy z nich są chłodniami.
Całkowita powierzchnia otwartych obszarów składowych portu handlowego wynosi 211,6 tys. m². Port posiada 3 terminale przeładunkowe: pierwszy o powierzchni 40,162 tys. m², drugi 111,5 tys. m², trzeci 60,05 tys. m².

### Port rybacki
Port dysponuje nabrzeżami o długości 3,1 km. Posiada 3 terminale ładunków ciekłych, 3 terminale ładunków sypkich, terminal kontenerowy (2 nabrzeża RORO). Łączna powierzchnia otwartych obszarów składowych wynosi 80 tys. m², powierzchnia magazynowa 60 tys. m², a powierzchnia dla kontenerów 10 tys. m².

### Port rzeczny
Port rzeczny jest wykorzystywany głównie w przeładunkach węgla, koksu, materiałów budowlanych oraz zboża. Port obsługuje niewielkie statki morsko-rzeczne i barki śródlądowe. Ma on nabrzeże o długości 200 m, z 6 żurawiami oraz obszar składowy dla 35 tys. ton węgla.